# Jens of Sweden
Jens of Sweden AB är ett tidigare svenskt teknikföretag. Det startades 2003, inriktad mot import av flashbaserade mp3-spelare som marknadsfördes via varumärket Jens of Sweden. VD och grundare var den då 23-årige entreprenören Jens Nylander.

## Historik

### Lansering och utveckling
Den första modellen som lanserades bar modellbeteckningen MP-100. Den hade inledningsvis en minnesstorlek på 128 megabyte, vilket senare utökades till 256 och slutligen 512 MB. Apparaten, som tillverkades av koreanska Ibud, hade även inbyggd FM-radio.
Under 2003 sålde företaget cirka 50 000 exemplar av olika mediespelare. Detta innebar en tredjedel av den dåvarande svenska marknaden. MP-100/110 blev totalt sett företagets bäst säljande produkt.
Även under 2004 var företaget framgångsrikt. Mellan 1 mars 2003 och 28 februari 2004 omsatte företaget 70 miljoner kronor, och VD:n Nylander siktade under våren 2004 på att inom fem år nå en omsättning på en miljard kronor för företaget.
2004 lanserades MP-300, en modell som även hade FM-sändare. Privata FM-sändningar var dock förbjudet i Sverige, och Post- och Telestyrelsen ville inte utfärda något undantag. Under året minskade försäljningen rejält, bland annat på grund av ökande konkurrens från tillverkare som Iriver.
Samtidigt lanserades nya modeller. MP-120, men oled-skärm och 1 GB minne får positivt gensvar. MP-400 lanserades i slutet av 2004, samtidigt som Nylander inleder en ny verksamhet som musikartist via låten "Dress Up". Målet för Nylander var Melodifestivalen, och låten fanns inlagd i alla nyköpta MP-400. Nylanders kritik mot befintliga upphovsrättslagar rörde bland annat DRM, och under den sena våren 2005 lanserade han "Super Jens", en superhjälte som skulle kämpa mot globala storföretag.

### Konkurs och efterspel
21 september 2005 begärde Nylander företaget i konkurs. Enligt Nylander berodde de att den amerikanska återförsäljaren Outwardssound gått i konkurs, samt att en av leverantörerna producerat tusentals felaktiga MP3-spelare som Jens of Sweden tvingats reparera. Nylander sa själv att i princip alla MP-400-spelare behövde lödas om manuellt, vilket ledde till företagets undergång. Därefter drevs verksamheten vidare av det nya företaget JoS AB.
Kritiker hävdar att Nylander lät bolaget gå i konkurs av skattetekniska skäl för att på så sätt kunna flytta företaget och sina pengar utomlands. Första räkenskapsåret gjorde Jens of Sweden AB en vinst på 4,2 miljoner, varav 4 miljoner delades ut till moderbolaget JOS Group AG i Schweiz. I bouppteckningen som upprättades i samband med konkursen fattades tillgångar på 4 miljoner kronor.
Vid konkursen utlovade Nylander i ett pressmeddelande att det nya bolaget JoS skulle ta över ansvaret för tidigare kundförsäkringar och garantier, något som aldrig skedde.
År 2005 inleddes en utredning av företaget efter misstankar om tullbrott, men ärendet lades ned 2012-09-07, en osedvanligt lång utredningstid.